# Вершина идиотизма
«Вершина идиотизма» — пятый номерной студийный альбом рок-группы «Облачный край», увидевший свет в начале 1984 года. Последний из записанных в ДК завода «Красная кузница» в Архангельске.

## Об альбоме
Альбом записывался в январе 1984 года в ДК завода «Красная кузница» в Архангельске. На запись впервые были приглашены сессионные инструменталисты. В отличие от предыдущих альбомов «архангельского» периода, работа проходила не в технических помещениях ДК, а прямо в зале, поскольку в здании в то время проходил ремонт и оно пустовало.
В том же январе конфликт Богаева и городских властей, заподозривших его в антисоветской деятельности, достиг апогея, в результате чего группа была изгнана из заводского ДК. Однако музыкантам к этому времени удалось закончить работу над альбомом.
Лидер «Облачного края» Сергей Богаев позднее утверждал, что «Вершина идиотизма» является наилучшим по звучанию альбомом коллектива.
Как и предыдущий альбом «Х-я самодеятельность», «Вершина идиотизма» стала распространяться с оригинальной обложкой, созданной Алексеем Булыгиным. На обложках некоторых версий название приводится с добавкой «Облачный край V» либо «ОК V».
В 2001 году состоялись кассетный релиз лейбла «Отделение „Выход“» и издание лейбла «АнТроп» на компакт-дисках, но обе версии оказались сокращёнными. К тому же диск «антроповского» издания также содержал альбом «Х-я самодеятельность». Официальное издание полной версии вышло в свет только в 2009 году в рамках архивного проекта «Д.П.Н.Р.» («Да Поможет Нам Рок!»).

## Список композиций
Автор всех композиций — Сергей Богаев. Отдельные композиции на различных изданиях могут отсутствовать либо иметь различающиеся названия. Также может различаться и разбивка по трекам.
| 1. Вступление (2:35) 2. Мясохладобойня (2:16) 3. Шире круг! (3:14) 4. Время приобщения к любви (4:10) 5. Фея липкой мечты (5:07) 6. Меркнут все бриллианты мира (5:17) 7. Забастовка любовного броневика (6:07) 8. I’m быдло (4:59) 9. Инструментал 1 (2:12) 10. Я стою на мраморном балконе (3:33) 11. Инструментал 2 (2:01) 12. Инструментал 3 (1:23) 13. Лизоблюды и ублюдки (в краю облаков) (2:42) 14. Инструментал 4 (1:38) 15. Маразматический апокалипсис (3:47) | 1. Мясохладобойня (5:12) 2. Шире круг (3:21) 3. Время приобщения к любви (4:20) 4. Меркнут все бриллианты мира (5:18) 5. Забастовка любовного броневика (5:52) 6. I’m быдло (5:09) 7. Жертва демократии (инструментал) (2:19) 8. Я стою на мраморном балконе (3:38) 9. Инструментал 1. Вершина идиотизма (2:01) 10. Инструментал 2. Лизоблюды и ублюдки (1:24) 11. Маразматический апокалипсис (3:46) | 1. Предисловие 2. Мясохладобойня 3. Шире круг 4. Время приобщения к любви 5. Фея липкой мечты 6. Меркнут все бриллианты мира 7. Забастовка любовного броневика 8. I’m быдло 9. Жертва демократии (инструментал) 10. Я стою на мраморном балконе 11. Лизоблюды и ублюдки 12. Вершина идиотизма (часть I) (инструментал) 13. Вершина идиотизма (часть II) (инструментал) 14. Маразматический апокалипсис |

## Участники записи
Номера треков приведены по переизданию 2009 года:
- Сергей Богаев — вокал (1-2, 4, 11), гитары, бас
- Олег Рауткин — вокал, ударные, фортепиано (10)
- Николай Лысковский — клавишные
- Константин Лапшин — саксофон, флейта
- Владимир Аброскин — ударные (3, 7-8)